# Cseh Judit
Cseh Judit (Budapest, 1978. február 12. –) magyar színésznő.

## Életpályája
Színészi pályáját 1997-ben a Bárka Színház stúdiósaként kezdte, majd 2001-ben felvételt nyert a Színház- és Filmművészeti Egyetemre, színész szakra. 2005-ben végzett Marton László osztályában. Az egyetem elvégzése után a Vígszínházhoz szerződött, ahol 2008-ig volt a társulat tagja. 2008-tól szabadfoglalkozású színésznőként dolgozik. Szerepelt a Budaörsi Játékszín, a Karinthy Színház, a Stúdió K, a MU Színház és a Magyar Állami Operaház előadásaiban is.

## Színpadi szerepei
- Lope de Vega: A kertész kutyája....Dorotea
- William Shakespeare: Tévedések vígjátéka....Kurva; Miriam
- Woody Allen: Játszd újra, Sam....Vanessa
- Molière: Úrhatnám polgár....Nicole
- Dan Gordon: Esőember....Susan
- Szőcs Artur-Mátrai Diána: Rakott szesz....Eszter
- Karel Čapek: Harc a szalamandrákkal....8 különböző szerep
- Sergi Belbel: Toszkána....Márta
- A.A. milne: Micimackó....Kanga
- Tanner John házassága....Violet
- Rózsa lovag....Kurva
- Peter Oswald: Versekkel kártyázó szép hölgyek....Kohagi
- Ablak-Zsiráf....Szabó Zsófia
- Tasnádi István: Titanic vízirevü....Noémi
- Tasnádi István: Megszállottak....Suzanna Cunnigam
- Szép Ernő: Lila ákác....Mili; Dzsiggelő lány; Klinkóné
- Anton Pavlovics Csehov: Cseresznyéskert....Dunyasa
- Gabriel García Márquez: Száz év magány....Amaranta
- Carlo Goldoni: A kávéház....Placida
- Harmónia....Anna
- Mulatság....N leány
- Matteo Bandello: A folyami ló, avagy Zytiron a tengeri katona....Mante
- Musztafa gyere haza....Aisha
- Roland Topor: Albérlet az asztal alatt....Raymonde Pouce
- Boldogtalanok....Özv. Huber Evermódné
- Albert Camus: Caligula....Caesonia
- Molnár Ferenc-Szép Ernő: Keserű krémes
- Avery Corman: Kramer kontra Kramer
- Török Sándor: Valaki kopog
- Mándy Iván: Virrasztás
- Simona Semenič: 5boys.si
- Joe DiPietro: A folyón túl Itália...Caitlin

## Filmjei
- Csocsó, avagy éljen május elseje! (2001)
- Az első száz oldal (2002)
- Munkaügyek (2015–2017)
- …a szomszéd tehene (2024)